# Bei uns z'Haus
Bei uns z'Haus (Hemma hos oss), op. 361, är en vals av Johann Strauss den yngre. Den spelades första gången den 6 augusti 1873 i nöjeslokalen Schwenders Neue Welt i förorten Hietzing i Wien. 

## Historia
Sommaren 1873 var Wien bokstavligt talat "Hemma hos oss" för hela världen då staden öppnade upp sina dörrar för Världsutställningen 1873. Capelle Strauss under ledning av Eduard Strauss var redan upptagen på annat håll, så Johann Strauss engagerad i stället Langenbach Orkestern från Tyskland för att uppträda såsom den officiella "Världsutställningsorkesern". Det var sålunda denna orkester som Johann Strauss dirigerade då manskören Wiener Männergesangverein framförde hans körvals för manskör och orkester, Bei uns z'Haus, den 6 augusti 1873 i nöjeslokalen Schwenders Neue Welt. Valsen var tillägnad prinsessan Marie Hohenlohe Schillingsfürst, dotter till Franz Liszt. Texten var skriven av Anton Langer och beskriver hur vardagslivet för den upphöjda societeten i Wien kunde te se.

## Om valsen
Speltiden är ca 8 minuter och 57 sekunder plus minus några sekunder beroende på dirigentens musikaliska tolkning.

## Weblänkar
- Bei uns z’Haus i Naxos-utgåvan.